# Cujo (film)
Cujo – amerykański horror z 1983 roku w reżyserii Lewis Teague'a. Scenariusz oparto na powieści Stephena Kinga pod tym samym tytułem.

## Opis fabuły
Cujo jest imieniem psa rasy bernardyn. Mieszka wraz z rodziną Cambers na farmie niedaleko Castle Rock. Jest spokojnym i przyjaźnie nastawionym zwierzęciem. Wszystko zmienia się, gdy podczas pogoni za królikiem został ukąszony przez nietoperza zarażonego wirusem wścieklizny. Zachorował, zaczął pogrążać się w szaleństwie i stał się bezlitosną maszyną do zabijania.

## Obsada
- Dee Wallace-Stone – Donna Trenton
- Danny Pintauro – Tad Trenton
- Daniel Hugh Kelly – Vic Trenton
- Christopher Stone – Steve Kemp
- Ed Lauter – Joe Camber
- Kaiulani Lee – Charity Camber
- Billy Jayne – Brett Camber